# Takvim
Takvim (тур. Таквим — «Календарь») — турецкая ежедневная газета. Основана 27 декабря 1994 года в Стамбуле турецким предпринимателем Динч Бильгин. Слоган — «Halkın gazetesi» (тур. Газета народа).
На момент основания входила в Merkez Yayın Holding. С 2008 года вместе с телеканалом ATV и газетой Sabah входит в Turkuvaz Media Group, принадлежащий Çalık Holding. Газету часто упрекают в проправительственной редакционной политике.
18 июня 2013 года на первой полосе газеты появилось ненастоящее интервью американской журналистки Кристиан Аманпур, в котором она якобы признаётся в том, что освещение каналом CNN Волнений в Турции в 2013 году было мотивировано «выраженным интересом к дестабилизации Турции в угоду международным экономическим интересам». К интервью прилагалось пояснение мелким шрифтом «Это интервью ненастоящее, но то, что вы здесь прочитаете, правда».